# Chuteira
Chuteira é um tipo de calçado específico, utilizado pelos jogadores de futebol, goleiros e árbitros.
Uma característica própria das chuteiras é a presença de travas na sola, que impedem que o jogador escorregue no gramado e se machuque.
No início do século XX, as chuteiras eram botas enormes e com o aperfeiçoamento tecnológico, foram diminuindo até alcançar o formato atual, muitas vezes feitos sob medida e com formato próprio.